# Nomioides similis
Nomioides similis är en biart som beskrevs av Pesenko 1983. Nomioides similis ingår i släktet Nomioides och familjen vägbin. Inga underarter finns listade i Catalogue of Life.